# Лабро
Лабро (итал. Labro) — коммуна в Италии, располагается в регионе Лацио, в провинции Риети.
Население составляет 359 человек (2008 г.), плотность населения составляет 31 чел./км². Занимает площадь 11 км². Почтовый индекс — 2010. Телефонный код — 0746.
Покровителем коммуны почитается святой Панкратий Римский, празднование 12 мая. 
Неподалёку от города находится средневековый Замок де Нобили-Вителлески.

## Демография
Динамика населения:

## Администрация коммуны
- Официальный сайт: https://web.archive.org/web/20091205222527/http://www.comunedilabro.com/